# Wilhelm von Freytag
Heinrich Wilhelm von Freytag (* 17. März 1720 in Estorf; † 2. Januar 1798 in Hannover) war Offizier im Dienste des Kurfürstentum Braunschweig-Lüneburg (Kurhannover). Zuletzt war er während des ersten Koalitionskrieges Feldmarschall und Kommandant der in Flandern eingesetzten Truppen.

## Leben
Er stammte aus dem ursprünglich westfälischen und später unter anderem in Oldenburg und Friesland ansässigen Uradelsgeschlecht der Freytag von Loringhoven. Er erhielt seine Ausbildung als Page am Hof in Hannover. Im Jahr 1737 trat er als Fähnrich in das in Nienburg an der Weser stationierte Infanterieregiment von Campe ein. Von Freytag machte den österreichischen Erbfolgekrieg mit. Er kämpfte in verschiedenen Schlachten. Nach der Schlacht bei Fontenoy wurde er vom Leutnant zum Kapitänleutnant befördert. 

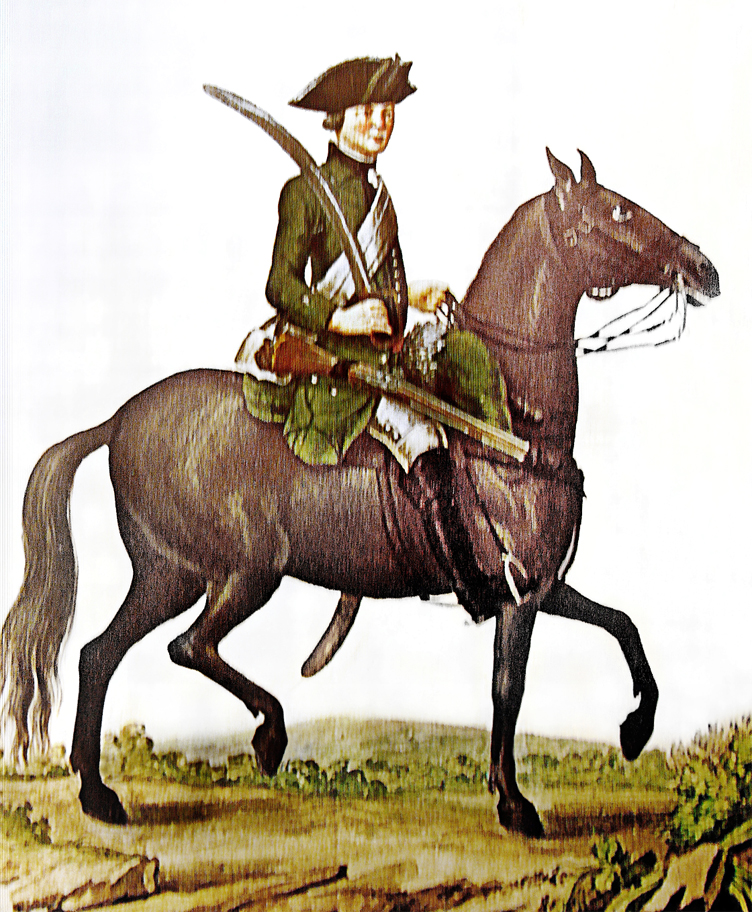
Gmundener Prachtwerk: Ein Jäger des Freytagschen Corps (1760)

Während des Siebenjährigen Krieges kam er wegen einer befürchteten französischen Invasion mit einem Hilfskorps nach Großbritannien. In Hannover wurden während des Krieges für die Führung des sogenannten Kleinen Krieges als leichte Truppe ein Jägercorps gebildet. Von Freytag wurde dieser neuen Truppe zugeordnet. In dieser stieg er zum Major und Stabsoffizier auf. Weil der eigentliche Chef des Korps Graf von der Schulenburg dauerhaft abwesend war, hat von Freytag diesen vertreten und wurde 1760 auch offiziell zum Kommandanten ernannt. Mit seiner Truppe war er unter dem Kommando des Herzogs Ferdinand von Braunschweig-Wolfenbüttel auf den Kriegsschauplätzen in Westfalen, Hessen und Hannover eingesetzt. So nahm er an der Schlacht von Minden teil. Die Erfolge der Einheit führten zu deren Verstärkung. Anfangs bestand das Jägerkorps nur aus vier kleinen Kompanien. Davon waren zwei Infanterie- und zwei Kavallerieeinheiten. Die Truppe wurde schließlich auf acht Kompanien jeder Waffengattung mit insgesamt 2497 Mann zu einer Mustertruppe ausgebaut. Nach dem Ende des Krieges wurde die Truppenstärke deutlich reduziert. Die Einheit von Freytags wurde mit anderen leichten Truppenteilen zu zwei leichten Dragonerregimentern umgeformt. Das Kommando erhielt schließlich von Freytag.
Insbesondere aber wurde er als „Generaladjutant“ ab 1765 zum Vermittler zwischen dem in London als britischen König residierenden Kurfürsten und dem Befehlshaber der Truppen in Hannover. Durch die verschiedenen Reisen nach England brachte er dort zwischen 1764 und 1783 insgesamt zwölf Jahre zu. 
Im Jahr 1792 wurde er im Range eines Feldmarschalls zum Befehlshaber der Truppen des Kurfürstentums Hannover ernannt. Im ersten Koalitionskrieg wurden die britischen Truppen von hannoveraner Einheiten unterstützt. Unter dem Befehl von Freytag marschierte eine Armee aus 15.000 Mann nach Flandern und unterstellte sich dem Kommando des Herzogs von York. Das persönliche Verhältnis der beiden Kommandeure war gespannt.
Während der Herzog am August 1793 Dünkirchen belagerte, hatte von Freytag das Kommando über ein „Obervationskorps“ bestehend aus Truppen aus Hannover, Großbritannien, Österreich und Hessen. Dieses sollte die Belagerungsarmee decken. Anfangs war er durchaus erfolgreich, sah seine Truppen durch die Franzosen aber in Gefahr. In der Tat marschierte Jean-Nicolas Houchard gegen ihn. Die Truppen von Freytags wurden in mehreren Gefechten und Schlachten zwischen dem 5. und 8. September 1793 in Arneke, Rexpoede und Hondschoote besiegt. Der Rückzug der Truppen zwang auch zur Aufgabe der Belagerung von Dünkirchen. Beim nächtlichen Rückzuge durch das Dorf Rexpoede (6./7. September 1793) wurde von Freytag verwundet und geriet kurze Zeit in Gefangenschaft, aus der er aber durch seine Truppen unter Generallieutenant von dem Bussche bald wieder befreit wurde. Auf Grund seiner Verletzung gab er das Kommando an den General Graf Wallmoden ab. Stattdessen befehligte er die Truppen im Kurfürstentum selbst. 
Nach seinem Tod wurde er im Erbbegräbnis der Familie zu Landsbergen an der Weser beigesetzt.